# Красова Катерина
Катери́на Красо́ва — українська велогонщиця.

## З життєпису
Представляла країну на Чемпіонатах світу з шосейних велогонок у 2005, 2006 та 2007 роках.
2008 року на «Вуельта Сальвадор» посіла 8-му сходинку («Vuelta Ciclista Femenina a el Salvador»).